# لاري سكوت (دي جيه)
لاري سكوت (بالإنجليزية: Larry Scott)‏ هو دي جيه أمريكي، ولد في 27 سبتمبر 1938، وتوفي في 10 يوليو 2016.